# Chen Qian (natation)
Pour les articles homonymes, voir Chen Qian.
Dans ce nom chinois, le nom de famille, Chen, précède le nom personnel.
Chen Qian, née le 1er janvier 1993, est une nageuse chinoise spécialisée dans la nage libre.
En 2010, elle est médaillée d'or du relais 4 × 200 m nage libre aux championnats du monde de natation en petit bassin organisés à Dubaï. Le quatuor chinois améliore à cette occasion le record du monde. L'année suivante, elle remporte le bronze sur la même épreuve aux championnats du monde en grand bassin se tenant à Shanghai.

## Palmarès

### Championnats du monde
- Championnats du monde en petit bassin 2010 à Dubaï (Émirats arabes unis) :
  -  Médaille d'or au titre du relais 4 × 200 m nage libre.

- Championnats du monde 2011 à Shanghai (Chine) :
  -  Médaille de bronze au titre du relais 4 × 200 m nage libre.

## Record du monde battu
Chen Qian détient le record du monde du 4 × 200 m nage libre en petit bassin, établi avec ses coéquipières chinoises Tang Yi, Liu Jing et Zhu Qianwei à Dubaï lors championnats du monde en petit bassin 2010, un des trois records du monde établis lors de cette compétition.
| Épreuve              | Temps         | Compétition                           | Lieu  | Date             |
| 4 × 200 m nage libre | 7 min 35 s 94 | Championnats du monde en petit bassin | Dubaï | 15 décembre 2010 |

## Records personnels
Les meilleurs temps personnels établis par Chen Qian dans les différentes disciplines sont détaillés ci-après.
| Épreuve            | Temps         | Compétition           | Lieu     | Date             |
| 200 m nage libre   | 1 min 59 s 71 | Championnats de Chine | Shaoxing | 1er avril 2009   |
| 400 m nage libre   | 4 min 6 s 69  | Championnats de Chine | Shaoxing | 1er avril 2009   |
| 800 m nage libre   | 8 min 31 s 63 | Championnats de Chine | Shaoxing | 1er avril 2009   |
| 200 m quatre nages | 2 min 18 s 48 | Championnats de Chine | Shaoxing | 1er janvier 2007 |

| Épreuve          | Temps         | Compétition                           | Lieu  | Date             |
| 200 m nage libre | 1 min 54 s 73 | Championnats du monde en petit bassin | Dubaï | 15 décembre 2010 |
| 400 m nage libre | 4 min 10 s 22 | Championnats du monde en petit bassin | Dubaï | 16 décembre 2010 |
| 800 nage libre   | 8 min 16 s 11 | Championnats du monde en petit bassin | Dubaï | 16 décembre 2010 |